# Yên hầu Chỉ
Yên hầu Chỉ (chữ Hán: 燕侯旨; trị vì: ?-?), là vị vua thứ hai của nước Yên - chư hầu nhà Chu trong lịch sử Trung Quốc.
Ông tên thật là Cơ Chỉ (姬旨), theo Yên quốc sử cảo, ông là con trai thứ ba của Triệu công Thích, phụ chính của nhà Chu dưới thời Chu Vũ Vương, Chu Thành Vương và Chu Khang Vương. Cha ông được phong đất Yên nhưng ở lại triều đình phụ chính, sai anh ông là Cơ Khắc ra thay. Sau đó, Yên hầu Khắc mất, ông lên nối ngôi, còn người anh thứ hai của ông nối chức phụ chính nhà Chu.
Sử sách không ghi rõ những hành trạng của ông trong thời gian ở ngôi cũng như những sự việc xảy ra tại nước Yên vào thời của ông.
Sau không rõ ông mất năm nào. Sau khi ông mất, con ông là Yên hầu Vũ lên nối ngôi.